# 東京證券交易所大廈

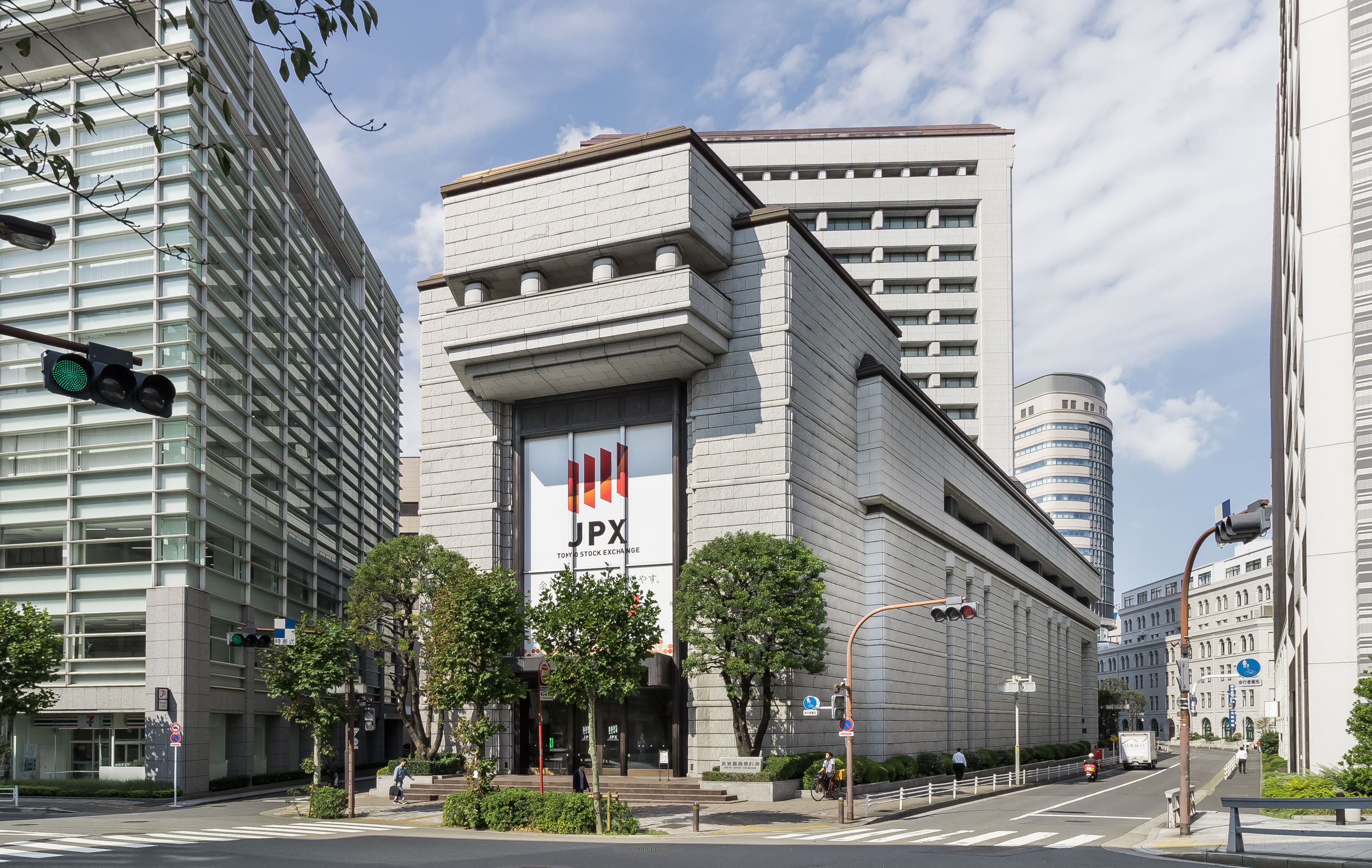

東京證券交易所大廈（日语：東京証券取引所ビル）是位於日本東京都中央區日本橋兜町的一座建築，也是東京證券交易所的辦公場所，由平和不動產所有，每年的租金是30億日元。現在的東京證券交易所大廈竣工於1988年，由本館和市場館兩棟建築構成。